# Philipp Sarasin (Mediziner)
Philipp Alfred Sarasin (* 22. Mai 1888 in Basel; † 28. November 1968 ebenda) war ein Schweizer Psychiater und Psychoanalytiker.

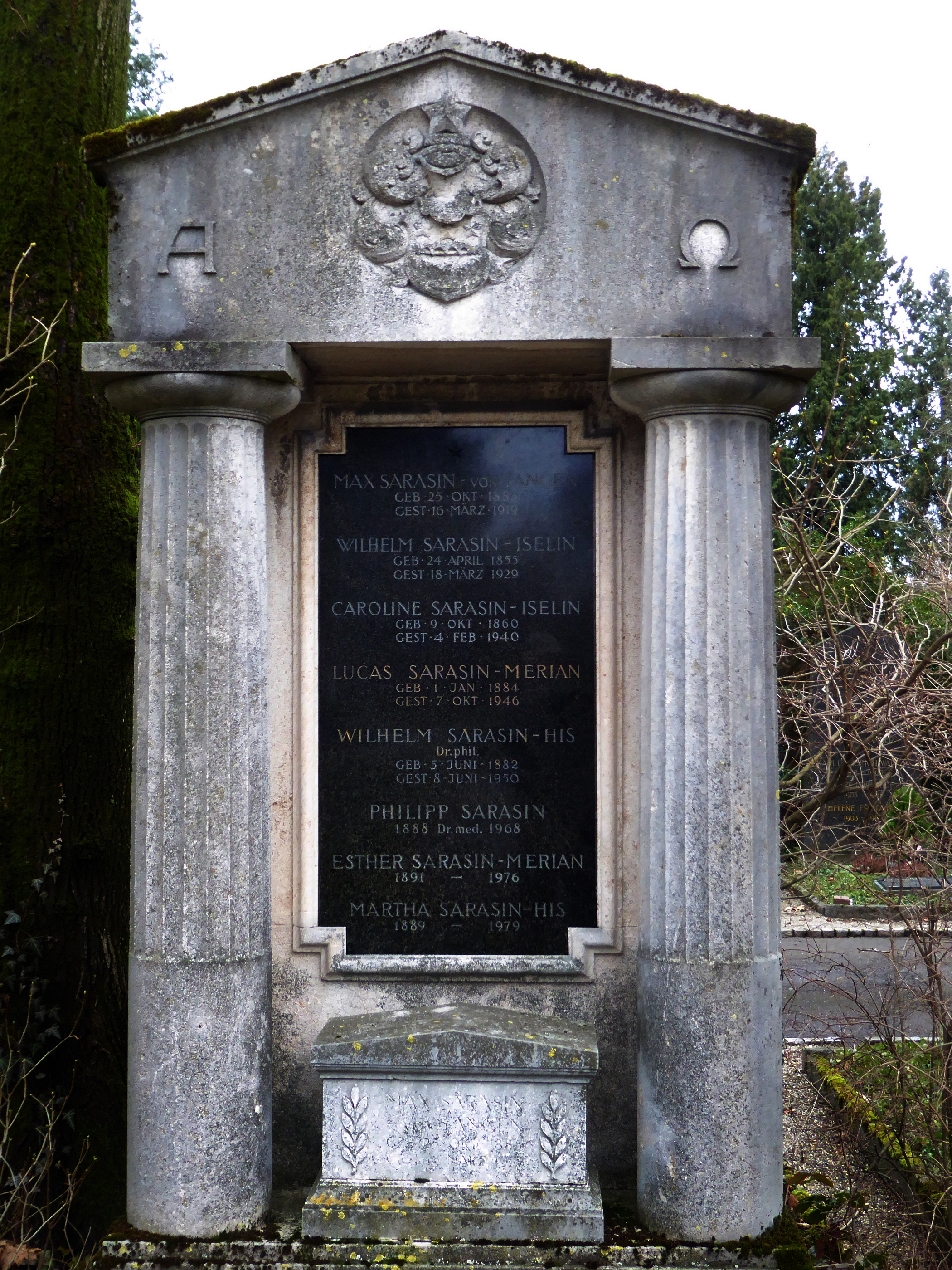
Grab auf dem Wolfgottesacker in Basel.

## Leben und Werk
Sarasin studierte Medizin und absolvierte 1915 das Staatsexamen. Danach arbeitete er als Volontär bei Eugen Bleuler an der Anstalt Burghölzli und begann eine jungianische Psychoanalyse bei Franz Riklin. Von 1916 bis 1921 arbeitete er unter Friedrich Ris an der Anstalt Rheinau. Bei Bleuler wurde er 1919 promoviert. Eine weitere, kurze Psychoanalyse absolvierte er bei Hanns Sachs. 1920 lernte er am Kongress der Internationalen Psychoanalytischen Vereinigung in Den Haag Sigmund Freud kennen, von dem er sich ab Frühling 1921 analysieren liess. Zurück in Basel, arbeitete er als Volontär an der neugegründeten Psychiatrischen Poliklinik. 1924 eröffnete er eine psychoanalytische Praxis an der Gartenstrasse, die er bis zu seinem Tod führte. 1960 erlitt er einen Herzinfarkt. Seine letzte Ruhestätte fand er auf dem Wolfgottesacker in Basel.
Sarasin war 1919 Gründungsmitglied und von 1928 bis 1961 Präsident der Schweizerischen Gesellschaft für Psychoanalyse.

## Schriften
- Assoziationen von erethischen Oligophrenen. In: Schweizer Archiv für Neurologie und Psychiatrie. Bd. 4 (1919), H. 1 u. 2 (Dissertation, Universität Zürich, 1919).
- Goethes Mignon. Eine psychoanalytische Studie. In: Imago. Jg. 15 (1929), S. 349–399; Sonderdruck: Internationaler Psychoanalytischer Verlag, Wien 1930 (Digitalisat).
- Meine Richtlinien. In: Bulletin der Schweizerischen Gesellschaft für Psychoanalyse. H. 3, 1966, S. 1.
- Wie ich zu Freud kam. In:  Bulletin der Schweizerischen Gesellschaft für Psychoanalyse. Sommer 1968, S. 1 f.